# دفکن (بازی ویدئویی)
دفکُن (که با نام DEFCOИ و گاهی اوقات با نام فرعی همه می‌میرند در نسخه آمریکای شمالی و جنگ جهانی گرما هسته ای در نسخه اروپایی) یک بازی استراتژیک بلادرنگ است که توسط توسعه‌دهنده بازی مستقل بریتانیایی Introversion Software ایجاد شده‌است. گیم پلی بازی شبیه‌سازی یک جنگ هسته ای جهانی است و صفحه نمایش بازی یادآور «تخته‌های بزرگ» است که به صورت بصری جنگ حرارتی هسته ای را در فیلم‌هایی مانند Dr. Strangelove، Fail-Safe و به خصوص WarGames نشان می‌دهد.
این بازی از ۲۹ سپتامبر ۲۰۰۶ از طریق فروشگاه اینترنتی Introversion و استیم به صورت دانلود در دسترس است. در ۵ آوریل ۲۰۰۷، ناشر Encore اعلام کرد که این بازی را در ایالات متحده منتشر خواهد کرد و ۵۰۰۰۰ نسخه اولیه از بازی را برای خرده فروشی سفارش داده بود. در بریتانیا در ۱۵ ژوئن ۲۰۰۷ برای خرده فروشی عرضه شد و برای مدت محدودی شامل اولین بازی سازنده Uplink بود.